# Tork Pöttschke
Tork Pöttschke (* 1980 in Dortmund; eigentlich Christopher Dömges) ist ein deutscher Journalist und Autor.
Pöttschke war journalistisch tätig für die Deutsche Welle, die Katholische Nachrichtenagentur, die WAZ, Arbeiterfotografie und CNN. Reisen führten ihn nach Südostasien, Westafrika, den Nahen Osten/Israel, Nordafrika und in den Balkan. Er war mehrfacher Teilnehmer am World Press Photo Award und Mitglied bei Reporter ohne Grenzen, WWF und Deutsche Fotojournalisten (DFJ). Alle literarischen Werke sind bei AMAZON erhältlich und teils als CD zu haben.

## Werke
- Staatenlos
- Muffe vor dem schwatten Mann
- Verwahrter 317
- Chester Mérault
- wort-laute
- Sonnengruß
- Unter Deppen
- Isolation
- Spaghetti-Franz
- Gedanken
- getrennte betten
- Poettschkes Post
- groß(t)raumlimousine
- Nur so